# Мятлев, Пётр Васильевич
Пётр Васи́льевич Мя́тлев (1756—1833) — русский дворянин из рода Мятлевых, сенатор, действительный камергер (1789), главный директор Ассигнационного банка (1794—1801), гдовский уездный предводитель дворянства (1783-1795). Владелец дворца на Галерной улице (арх. Л. Руска) и дома Мятлевых на Исаакиевской площади, имений Знаменка и Ново-Знаменка на Петергофской дороге. Отец поэта Ивана Мятлева.

## Биография
Родился 13 (24) декабря 1756 года — поздний сын адмирала и сибирского губернатора Василия Алексеевича Мятлева (1694—1761) от второго брака с Прасковьей Яковлевной Дашковой (1726—1782).
В возрасте 5 лет записан сержантом в Семёновский полк. В 24 года уже имел чин капитана гвардии и был пожалован в камер-юнкеры. При дворе Екатерины II он был на самом лучшем счету как «тонкий и просвещённый царедворец» (характеристика И. М. Долгорукова). С французской образованностью он соединял острый и весёлый ум, благодаря литературному салону матери хорошо знал Фонвизина и Богдановича, позднее свёл близкое знакомство с Дмитриевым и Карамзиным.
В 1783 г. Мятлев стал членом Комитета для управления различными зрелищами и музыкой, в 1786 — советником Правления банков, в 1794 г. возглавил Государственный ассигнационный банк. Тогда же был произведён в сенаторы с чином тайного советника. При Павле I состоял также членом Комитета для погашения государственных долгов. Современники не слишком одобрительно отзывались о Мятлеве. По словам графа П. В. Завадовского, милости сыпавшиеся на него вызывали удивление у окружающих:

Был пожалован вдруг сенатором, тайным советником и главным директором Банка. В жизни и по смерти он заступил Шувалова места, и можно теперь сказать: ничего из долгу не вышло. Всеми пронырствами, составляющими его премерзкий характер, он нашел в фаворите столько, что в нем видят только Российского Некаря. Вот пример, доказывающий, что может ветреница, ничего не делавший, а обо всем лгущий, попасть в преспособные люди. Отзываются, как бы в нем нашли великую благодать.
В 1795 г. Мятлев заключил выгодный брак, взяв в жёны графиню Прасковью Ивановну Салтыкову, старшую дочь фельдмаршала. После смерти её брата в 1813 году она унаследовала значительную часть состояния графов Салтыковых. Супруги Мятлевы не только располагали 12 тысячами душ крестьян, но и вкладывали капиталы в скупку недвижимости в столице и её окрестностях.
После гибели императора Павла сенатор Мятлев поспешил выйти в отставку. Молодой император Александр I относился к нему столь неблагосклонно, что назвал в числе тех придворных екатерининского царствования, которых не желал бы иметь даже лакеями. В своём «Капище» князь Долгоруков писал, что сенатор Мятлев «свихнулся и ныне, в отставке живучи в Петербурге, ничего не значит».
В начале XIX века Мятлев много ездил по странам Европы. За время своих путешествий он собрал замечательную по полноте «вифлиофику» (18 тысяч томов), для присмотра за которой был нанят Цани де Ферранти, и коллекцию портретов деятелей Французского Просвещения. М. И. Пыляев приводит историю 1807 года, когда Мятлев согласился выкупить в Риме целую галерею и получил на это согласие папы — ради единственной мадонны Рафаэля, которая позднее оказалась фальшивой.
В конце жизни Мятлев выкупил у наследников А. Л. Нарышкина знаменитое имение Бельвю и переименовал его в Новознаменку. Там же он выстроил дом, называемый готическим.
Умер в Санкт-Петербурге 15 (27) февраля 1833 года. Узнав о его смерти, П. А. Вяземский написал: «Он давно уже был полумёртв. Язык не повиновался ему, и он говорил всегда не то, что хотел, и сам это чувствовал». Похоронили Петра Мятлева в семейном склепе в Сергиевой пустыни.

## Семья
Жена Прасковья Ивановна (1772—1859), урожденная графиня Салтыкова, старшая дочь фельдмаршала Ивана Петровича и его супруги Дарьи Петровны, в девичестве графини Чернышёвой. По воспоминаниям Вигеля, она имела страсть являться на сцене Эрмитажного театра и домашнего театра в подмосковном имении Марфино. По её просьбе Карамзин сочинил водевиль «Только для Марфина». В браке родилось пятеро детей:
- Иван (1796—1844), камергер, поэт.
- Пётр (1799—1827), ротмистр.
- Екатерина (1800—1821), жена В. В. Левашова, впоследствии председателя Кабинета министров;
- Софья, жена А. П. Галахова (1802—1863), петербургского обер-полицмейстера;
- Варвара (1811—1878), жена генерала от артиллерии И. Г. Бибикова.

- Прасковья Ивановна, жена
- Иван Петрович, сын
- Пётр Петрович, сын

## Источник
- Петр Васильевич Мятлев Русские портреты XVIII и XIX столетий. Издание Великого князя Николая Михайловича. Т. 4. Вып. 1. — 1908. — № 24.